# Random 1-8
Random 1-8 è il terzo EP del gruppo musicale britannico Muse, pubblicato il 4 ottobre 2000 dalla Taste Media.

## Descrizione
Distribuito per promuovere il tour del gruppo in Giappone, il disco contiene una raccolta di alcune b-side con l'aggiunta delle versioni dal vivo di Fillip e di Do We Need This. Al termine di quest'ultimo brano è possibile ascoltare alcune tracce fantasma, ovvero tre remix differenti in chiave dance di Sunburn, due realizzati da Timo Maas (rispettivamente denominati "Timo Maas Sunstroke Mix" e "Timo Maas Breakz Again Mix") e uno ad opera di Steven McCreery.

## Tracce
1. Host – 4:16
2. Coma – 3:37
3. Pink Ego Box – 3:32
4. Forced In – 5:08
5. Agitated – 2:23
6. Yes Please – 3:08
7. Fillip (Live) – 3:46
8. Do We Need This (Live) – 26:10 – Dopo due minuti di silenzio dal termine del brano (4:13–6:13) è possibile ascoltare tre remix di Sunburn che appaiono come tracce fantasma

## Formazione
- Matthew Bellamy – voce, chitarra
- Chris Wolstenholme – basso, cori
- Dominic Howard – batteria